# Pitbull (Rapper)

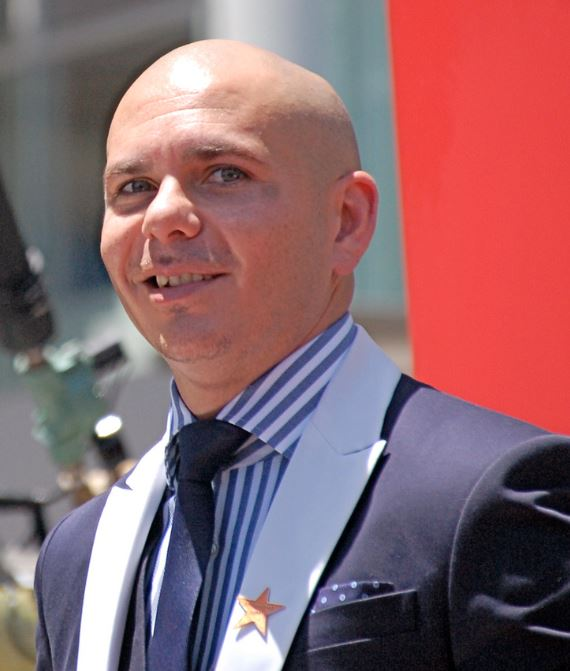
Pitbull (2013)

Pitbull (* 15. Januar 1981 in Miami, Florida; bürgerlich Armando Christian Pérez) ist ein US-amerikanischer Rapper kubanischer Abstammung, der durch seine Zusammenarbeit mit Lil Jon weltweit erstmals Bekanntheit erlangte. Pitbull landete insbesondere mit den Singles I Know You Want Me (Calle Ocho), Give Me Everything und Timber weltweiten Erfolg. Zu seinen Markenzeichen gehören u. a., dass er sich am Anfang eines Songs mit seinem Pseudonym Mr. Worldwide ankündigt sowie das Aufheulen vor dem Beginn einer Strophe.

## Leben
Pitbull wurde als Sohn kubanischer Eltern in Miami, Florida, geboren. Er beschäftigte sich bereits in frühen Jahren mit Werken von verschiedenen Dichtern. Mit drei Jahren konnte er Werke des kubanischen Dichters José Martí zitieren. Pérez’ Eltern trennten sich, als er jung war. Er wuchs daraufhin zunächst bei seiner Mutter auf. Im Alter von 16 Jahren begann er, wie sein Vater auch, mit Drogen zu handeln. Seine Mutter schickte ihn deshalb ins Kinderheim und er wuchs daraufhin bei einer Pflegefamilie in Roswell, Georgia, auf.
Er besuchte die South Miami Senior High School, sowie danach die Miami Coral Park High School und konzentrierte sich dann auf seine Rapper-Karriere. Er berichtete, dass es schwer für ihn war, als weißer Rapper mit blauen Augen ernst genommen zu werden. Somit gehörte viel Arbeit zu seinem Durchbruch. Beeinflusst ist seine Musik durch die Miami-Bass-Genres der Pop-Musik. Er gab als weitere Inspirationsquellen Celia Cruz und Willy Chirino an.
Er sagte, er habe seinen Künstlernamen gewählt, weil sich die Pit-Bull-Hunde festbeißen und zu dumm seien, um zu verlieren. Genau nach diesem Muster habe er seinen Plan für die Karriere gestrickt. Er wolle sich durchbeißen und nicht das Ziel aus den Augen verlieren, den Durchbruch zu feiern. Nach einem Treffen mit Lil Jon in Miami hatte Pitbull seine erste offizielle Aufnahme auf Lil Jons und East Side Boyz’ Album Kings of Crunk im Jahr 2002. Pitbulls Song Oye wurde 2003 als Soundtrack zum Film 2 Fast 2 Furious verwendet. Durch diese beiden Tracks konnte er sich erstmals einen Namen in der Musikwelt machen.

## Karriere

### 2001–2003: Luke Records und TVT Records

Pitbull bei einem Live-Auftritt (2008)

Im Jahr 2001 unterzeichnete Pitbull einen Vertrag mit Luther Campbells Plattenlabel Luke Records. Dann folgte ein Vertrag mit Jullian Boothes Label A&R. Im Jahr 2001 nahm Robert Fernandez ihn bei Famous Artist Music & Management unter Vertrag, einem Independent-Label und -Management, das sich darauf spezialisiert hat, Künstler groß zu machen. Als der Vertrag mit Luke Records ausgelaufen war, wechselte er zu Famous Artist Music & Management. Gemeinsam konzentrierten sie sich darauf, Pitbulls Musik radiotauglich zu machen. Fernandez sagte später zu „HitQuarters“: „Damals bestanden seine Lieder aus vielen Strophen und es dauerte lange, bis ein Refrain einsetzte. Daher machten wir uns an die Aufgabe, die Lieder eingängiger zu gestalten, und weniger auf Rap zu setzen.“
Fernandez brachte Lil Jon dazu, mit Pitbull das Intro seines neuen Albums Kings of Crunk aufzunehmen. Laut Fernandez fand Jon Gefallen an Pérez und gab ihm die Möglichkeit, einen eigenen Track zu dem Album beizusteuern. Dieser trug den Namen Pitbull Cuban Ride-Out. Das Ganze bezweckte, dass Pitbull schnell einen größeren Namen in der Rap-Szene bekommen sollte.

### 2004–2005: M.I.A.M.I.
2004 erschien sein Debütalbum M.I.A.M.I., das komplett von Lil Jon und den Diaz Brothers produziert wurde. Zudem wirkte Jon bei mehreren Liedern, wie zum Beispiel bei Pitbulls erster Single-Auskopplung und Debüt-Single Culo, mit. Das Album erreichte Platz 14 in den US-Album-Charts. Culo war die erste Single aus dem Album. Sie konnte Platz 32 der Billboard Hot 100, sowie Nummer 11 in den US-Hip-Hop-Charts erreichen. Dammit Man, Back Up, Toma und That’s Nasty (beide mit Lil Jon) waren die nächsten vier Single-Auskopplungen. Keiner dieser Titel konnte die Charts erreichen.
Er schloss einen Vertrag mit der Anger Management Tour ab. Dadurch wurde er Headliner vieler Hip-Hop-Tourneen von Künstlern wie Eminem oder 50 Cent. Pitbull arbeitete ebenfalls mit den Ying Yang Twins auf der Single Shake zusammen. Diese kam bis auf Platz 41 der Hot 100 und erreichte Rang 12 in den Rap-Charts. Zusammen mit Twista nahm er den Titel Hit the Floor auf und erreichte damit Platz 94 der Hot 100 und Platz 20 in den Rap-Charts. Sein Remix-Album Money Is Still a Major Issue wurde im November 2005 veröffentlicht. Dieses enthält zwei CDs. Die erste besteht aus den Tracks von M.I.A.M.I. und einem neuen Track Everybody Get Down, zusammen mit der Hip-Hop-Gruppe Pretty Ricky. Die zweite CD enthält die Musikvideos zu den Vergeben-Auskopplungen. Das Album erreichte Platz 25 der US Billboard-Top-200 und wurde mit einer Goldenen Schallplatte ausgezeichnet.
Zu dieser Zeit war er bei TVT Records, und Slip-n-Slide Records unter Vertrag. Über diese beiden Label erschien auch das Album Welcome to the 305, ein unveröffentlichtes Album, das Pitbull im Jahr 2001 aufgenommen hatte. Ein Richter aus Miami entschied, dass Slip-n-Slide einen Rechtsanspruch darauf hatte, das Album zu veröffentlichen, da es aufgenommen wurde, als Pitbull ausschließlich bei Slip-N-Slide unter Vertrag stand. Ein US-Bezirksrichter bestätigte die Entscheidung. TVT wurde dann im März 2007 auf Zahlung von 9.100.000 US-Dollar verklagt, da sie versucht haben sollen, die Veröffentlichung von Slip-n-Slide zu blockieren.
Im Jahr 2005 gründeten Pitbull und der Rapper Sean 'Diddy' Combs das Plattenlabel Bad Boy Latino, ein Tochterlabel von Combs’ Bad Boy Entertainment. Es konzentriert sich hauptsächlich auf Latin Hip-Hop, Latin Soul, Latin Pop und andere tropische Musik. Niederlassungen sind in New York und Miami zu finden. Pérez leitet derzeit überwiegend die A&R-Abteilung des Labels.

### 2006–2008: El Mariel und The Boatlift
Im Januar 2006 hatte Pitbull eine Gastrolle in der TV-Serie South Beach. Im Frühjahr nahm er zusammen mit Wyclef Jean, Carlos Ponce und Olga Tañón den Song Nuestro Himno auf. Zudem war er an drei Songs der LP Listennn … The Album, dem Debüt-Langspieler von DJ Khaled, einem Mitglied der Band Terror Squad, beteiligt. Dies waren u. a. die Tracks Holla at Me und Born-N-Raised, bei denen auch weitere US-Rapper mitwirkten.
Im Oktober 2006 erschien das Album El Mariel. Er widmete das Album seinem Vater, der im Mai 2006 verstarb. Neben den üblichen Party-orientierten Tracks, enthält das Album ebenfalls politisch-thematische Tracks. Als Singles wurden die Songs Bojangles, Ay Chico (Lengua Afuera), Fuego und Dime, ein Duett mit dem puerto-ricanischen Sänger Ken-Y. El Mariel schaffte es bis auf Platz 15 der US-Album-Charts, sowie Platz 2 der Rap-Charts.
Pitbulls drittes Album mit dem Titel The Boatlift wurde im November 2007 veröffentlicht. Er kündigte bereits früher an, dass sich das Album genremäßig in Richtung Gangsta-Rap einordnen lassen würde. Als erste Auskopplung wurde Secret Admirer, zusammen mit Lloyd, veröffentlicht. The Anthem mit und produziert von Lil Jon war die nachfolgende Single, welche die erste Single war, die sich in vielen weiteren Ländern, unter anderem Deutschland, platzieren konnte. Die dritte Single war Go Girl, zusammen mit Trina, die in den USA bis auf Platz 80 vorrücken konnte. Die letzte Single trug den Namen Sticky Icky.
Von Mai 2007 bis 2009 lief auf dem Fernsehsender mun2 seine eigene Show Pitbull La Esquina. Pitbull wirkte zudem auf DJ Laz Single Move Shake Drop, sowie auf DJ Felli Fel’s Feel It mit.

### 2009–2010: Rebelution & Armando

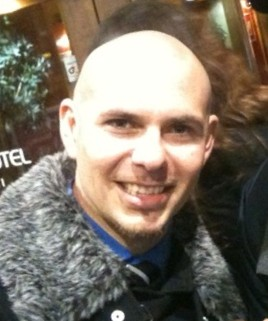
Pitbull im Jahre 2010

Am 28. August 2009 erschien sein viertes Studioalbum Rebelution. Es schaffte es in die Top 10 der US-Album-Charts und erreichte Platzierungen fast weltweit. Dazu kamen Spitzen-Positionen in Frankreich, den Niederlanden und Australien. Das ganze Album ist deutlich kommerzieller als die vorherigen. Als erste Single-Auskopplung wurde Krazy, erneut mit Lil Jon, veröffentlicht. Der Titel war deutlich erfolgreicher als die vorherigen Singles und erreichte unter anderem hohe Platzierungen in den USA, erstmals auch in Australien, Kanada und der Schweiz.
Als zweites erschien der Song I Know You Want Me (Calle Ocho) als Single, der eine Neuaufnahme von 75, Brazil Street von Nicola Fasano vs Pat-Rich ist. Dies war die bisher erfolgreichste Single seiner Karriere. Für den markanten und nachgespielten Bläsersound diente Chicagos Street Player (ebenfalls in o. g. 75, Brazil Street gesampelt oder nachgespielt), das bereits von den Bucketheads Mitte der 1990er Jahre erfolgreich gesamplet wurde. Auf Fasanos Stück spielt auch der Titelzusatz Calle Ocho an, die spanischsprachige Bezeichnung für die 8th Street in Miami. Pitbulls Song stieg in den US-Billboard-Charts bis auf Platz 2 und wurde anschließend ein europaweiter Sommerhit, der es u. a. in Frankreich, Belgien und den Niederlanden bis an die Chartspitze brachte. Das Video zu der Single war mit 82 Millionen Aufrufen das meistgesehene Musikvideo 2009 im Videoportal YouTube.
Die dritte Single, Hotel Room Service, samplet den Song Push the Feeling On von den Nightcrawlers. Diese konnte an den Erfolg von I Know You Want Me (Calle Ocho) anschließen und verhalf Pitbull letztendlich zu zwei Plattenverträgen mit Polo Grounds Music und Sony Music Entertainment. Zudem gründete er sein eigenes Label Mr. 305 Inc. Mr. 305 wurde daraufhin zu seinem Shout, den er zu Beginn jedes Liedes, bei dem er mitwirkt, rief. Später kündigte er sich mit Mr. Worldwide an.
Im Jahr 2010 wirkte Pitbull mit einem Rap-Part im Haiti-Benefiz-Song Somos El Mundo, einer spanischen Version von We Are the World mit. Hierbei sang eine große Gruppe von Latin-Künstlern den Text. Zudem wirkte er auch als Gastmusiker beim Titel Armada Latina, der vierten Single-Auskopplung aus dem Album Rise Up der Latin-Rap-Legenden Cypress Hill mit. Der Song wurde von Jim Jonsin produziert und verfügt auch über einen Gesangspart von Marc Anthony. Pitbull nahm dann zusammen mit Alexandra Burke die Single All Night Long auf und erlangte einen noch höheren Bekanntheitsgrad, insbesondere im Radio, mit DJ Got Us Fallin’ in Love von Usher. DJ Got Us Fallin’ in Love wurde ein weiterer großer Erfolg und erreichte sämtliche Top-10-Platzierungen weltweit.
Pitbull veröffentlichte am 2. November 2010 ein spanischsprachiges Album-Debüt mit dem Titel Armando. Er erhielt zudem eine Nominierung bei den Billboard Latin Music Awards. Er sammelte 7 Nominierungen für Latin Rhythm Airplay, Song of the Year mit Bon, Bon, Latin Rhythm Airplay, Künstler des Jahres, Solo Artist, Latin Rhythm Alben, Album des Jahres mit Armando, Latin Rhythm Alben, Künstler des Jahres, Solo Artist, Social 50, Latin Artist of the Year, Latin Digitaler Download des Jahres mit Bon, Bon und Hot Latin Song des Jahres, Vocal Event für den Song I Like It, zusammen mit Enrique Iglesias. Er gewann auch die Auszeichnung TeleHit für Most Popular Artist.

### 2011: Studioalbum Planet Pit

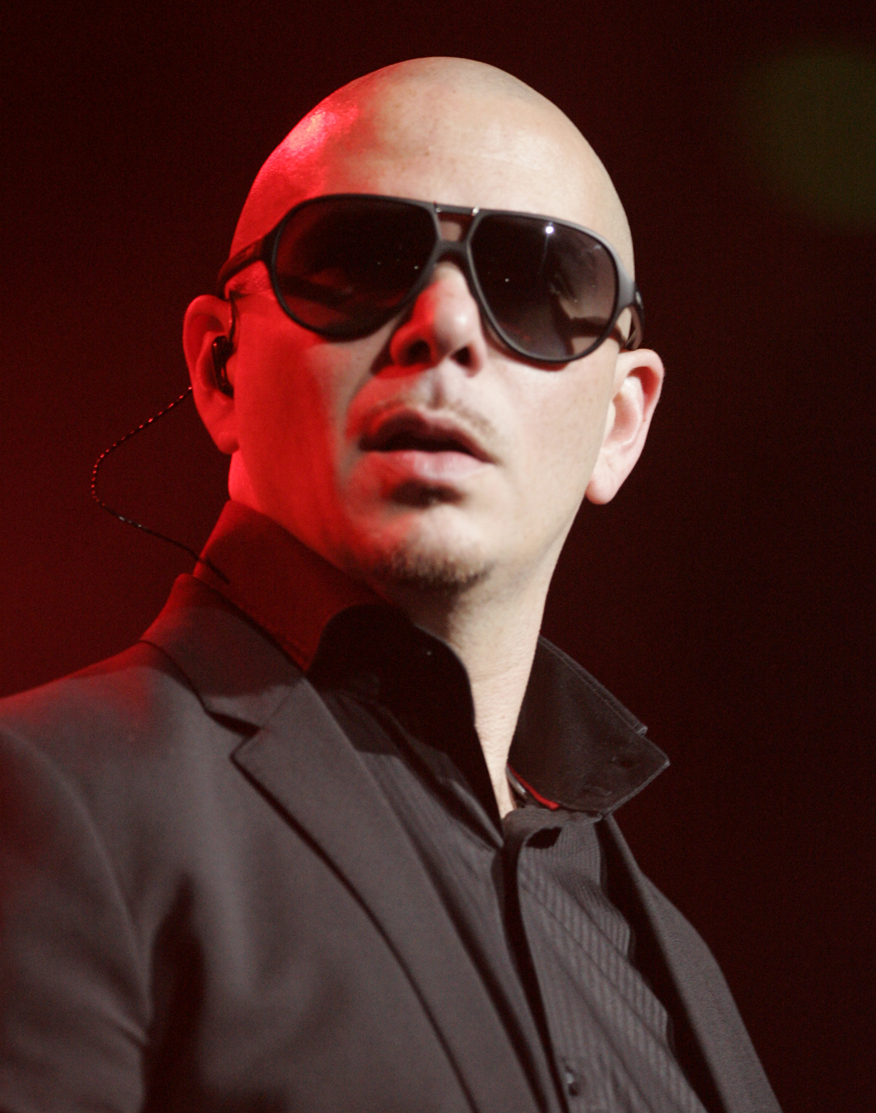
Pitbull auf seiner Planet-Pit-Tour

Im Juni 2011 erschien das Album Planet Pit. Dieses wurde weltweit ein riesiger Hit und zu seinem bisher erfolgreichsten Album. Es konnte in etlichen Ländern die Top 10 erreichen. U.a. wurde er mit 5 Platin-Schallplatten, sowie 7 Goldenen Schallplatten ausgezeichnet. Die erste Single-Auskopplung Hey Baby (Drop It to the Floor), in Zusammenarbeit mit dem US-Rapper und Sänger T-Pain, erreichte gleich mehrere Top-30-Platzierungen.
Die zweite Single Give Me Everything konnte zudem sein bisher größter Solo-Erfolg werden und erreichte etliche Spitzenplätze, sowie 15 Top-10-Jahres-Charts-Platzierungen. Zudem wurde er für die Single mit 17× Platin, einmal Multiplatin und 3× Gold ausgezeichnet. Der Titel wurde gemeinsam mit seinem guten Freund und DJ Afrojack, der Sängerin Nayer und dem Sänger Ne-Yo aufgenommen. Zudem ist das Intro des Songs von Kodak gesponsert, sodass ihr Werbespruch „Me not working hard? Yea right picture that with a Kodak“, gefolgt von „Or better yet, go to Times Square and take a picture of me with a Kodak.“, zu hören ist. Für dieses Intro bekam Pitbull viel Kritik. Dem Erfolg des Songs hat es dennoch nicht geschadet.
Zudem wirkte er mit Rap-Parts bei Jennifer Lopez’ Song On the Floor mit und stand damit 6 Monate lang in den deutschen Top 10 und schließlich auf Platz 1 der deutschen Jahres-Charts. Als nächste Single-Auskopplung aus Planet Pit erschien Rain Over Me, in Zusammenarbeit mit Marc Anthony. Auch diese erreichte etliche Top-10-Platzierungen. Mit Chris Brown als Gastmusiker veröffentlichte er 2012 als letzte Single International Love. Sie wurde insbesondere in Ländern wie Großbritannien oder den USA ein weiterer Smash-Hit.

### 2012: Men In Black, Global Warming
Am 16. November 2012 veröffentlichte Pitbull sein Studioalbum Global Warming in Deutschland. Bereits vor dem Album erschienen drei Single-Auskopplungen, und zwar Back in Time ein Cover des Liedes Love Is Strange von Mickey & Sylvia, Get It Started mit Shakira und Don’t Stop the Party mit dem EDM-DJ TJR. Alle drei Singles hatten weltweiten Erfolg. Anzumerken hierbei ist, dass das Instrumental des Liedes Don’t Stop the Party auf dem Track Funky Kitchen von Toots & the Maytals beziehungsweise insbesondere dessen Remake Funky Vodka von TJR allein basiert. Don’t Stop the Party erreichte Platz 17 in den US-amerikanischen Billboard-Charts, Platz 7 in Großbritannien und Platz 1 in Mexiko und erreichte noch weitere gute Chart-Platzierungen in vielen anderen Ländern. Get it Started mit Shakira schaffte es zwar nur auf Platz 89 in den USA, könnte aber in einigen anderen Charts weltweit in die Top 10 einsteigen. Back in Time hingegen belegte Platz 11 in den USA, Platz 5 in Deutschland und in Österreich, Tschechien und in mehreren Ländern sogar Platz 1. Es war der offizielle Song zum Film Men in Black 3 mit Will Smith.
Als vierte Single wurde parallel zum Release von Global Warming der Titel Feel This Moment am 16. November 2012 in den USA, veröffentlicht. Der Track entstand in Kollaboration mit der Sängerin Christina Aguilera. Der Song erreichte die Top 10 in mehr als 29 Ländern, darunter viermal Platz eins und 14 weitere Platzierungen in den Top 5. Es galt mit über 16 Platin- und sechs Gold-Schallplatten als kommerziell erfolgreichste Single-Auskopplung des Albums. Der Refrain sampelt das Instrumental des 1980er-Erfolgs Take on Me der norwegischen Pop-Rock-Band a-ha. Neben den bereits vorab erschienenen Liedern sind auf dem Album Kollaborationen mit unter anderem Enrique Iglesias, Usher und The Wanted zu finden. Der Erfolg des Studioalbums hielt sich in Grenzen. Es erreichte zwar die offiziellen Album-Charts in über zehn Ländern, zählte aber mit einer knappen halben Million nicht einmal halb so viele verkaufte Einheiten wie sein Vorgänger Planet Pit.

### 2013: Meltdown EP
2013 wirkte er bei der Single Sexy People (The Fiat Song) der Musikerin Arianna mit, die bei der Fiat-Werbung verwendet wurde. Der Track konnte bis auf Platz 97 der US-Single-Charts vorrücken, jedoch keine weiteren Chartplatzierungen erreichen. Im Musikvideo zu diesem Lied sind unter anderem Shaggy und Charlie Sheen zu sehen.
Global Warming: Meltdown wurde am 25. November 2013 als EP veröffentlicht. Diese enthält, neben den Liedern des Original-Albums, fünf neue Lieder. Diese enthalten Gastauftritte von Künstlern wie Kelly Rowland oder Inna, sowie Produktionen von Calvin Harris oder Benny Blanco, die jedoch alle weder ausgekoppelt wurden, noch Erfolg hatten. Als erste Single wurde der Song Timber mit Kesha ausgekoppelt. Der Song erschien am 7. Oktober 2013 und war Pitbulls erste Single, die Platz eins in Deutschland erreichte. Des Weiteren konnte sich der Titel in Österreich, Kanada und Schweden auf Platz eins und in 23 weiteren Ländern in den Top 10 platzieren.

### 2014: Fifa World-Cup Song & Globalization
Im April des Jahres 2014 veröffentlichte der Rapper das Lied We Are One (Ole Ola). Dieses wurde als offizieller Song der Fußball-Weltmeisterschaft 2014 in Brasilien verwendet, wodurch auch das Single-Cover entstand. Als Gastmusiker wirkten die US-amerikanische Sängerin Jennifer Lopez sowie die brasilianische Sängerin Claudia Leitte mit. Bereits eine Woche nach Veröffentlichung erreichte das Lied die Single-Charts vieler Länder.
Auf der Eröffnungsfeier, vor dem Spiel Brasilien gegen Kroatien, hatten die drei dann auch einen viel kritisierten Auftritt. Unter anderem wurde Pitbull für seine Kleiderwahl verspottet – er trug weiße Tightpants zu einem gelben T-Shirt. Auch wurde Jennifer Lopez kritisiert, da sie zwei Tage vor dem Auftritt der FIFA eigentlich abgesagt hatte, dann aber doch und nur spontan kam und der Auftritt deshalb offensichtlich nicht genug mit ihr geprobt worden war und aus diesem Grund zu wünschen übrig ließ.
Am 25. Februar 2014 wurde die Single Wild Wild Love mit G. R. L. veröffentlicht, die Single erreicht Platz 30 der Billboard Hot 100, wurde aber in Großbritannien ein gefeierter Hit.
Am 23. Juli wurde die Single Fireball mit John Ryan veröffentlicht, der Song konnte auf Platz 23 der Billboard Hot 100 vorrücken und war auch ein globaler Hit, so wurde in mehreren Ländern die Top 20 erreicht und erreichte unter anderem in Australien und Kanada Gold- und Platin-Status. An der Produktion des Songs war unter anderem Ilsey beteiligt.
Im Juni 2014 wurde bekanntgegeben, dass er einen Stern auf dem Hollywood Walk of Fame erhalten wird.
Am 21. November 2014 erschien Pitbulls achtes Studioalbum Globalization in Zusammenarbeiten mit Künstlern wie Ne-Yo, Chris Brown, Jason Derulo, Juicy J, Bebe Rexha, Sean Paul und vielen weiteren. Das Album enthält elf Songs, darunter auch den Song Celebrate, der als offizieller Soundtrack zum Film Die Pinguine aus Madagascar verwendet wurde und die vierte Single-Auskopplung nach We Are One (Ole Ola), Wild Wild Love und Fireball aus Globalization war. Am 17. November 2014 folgte die Single Time of Our Lives gemeinsam mit Ne-Yo. Das Lied konnte den Erfolg der Vorgänger-Singles übertreffen und stieg in die Charts von über 30 Ländern ein. Seine sechste Single-Auskopplung aus diesem Album erschien Ende Juni 2015 und war das Lied Fun, das er mit Chris Brown aufnahm. Derzeit steht es in den Billboard-Charts auf Platz 40 und ist auch schon in den deutschen Charts vertreten.

### 2015: Studioalbum: Dale
Im Frühjahr 2015 tourte er durch Asien und trat am 18. April 2015 im Rahmen des Formel-1-Rennens in Bahrain auf. Am 6. Juni 2015 folgte ein Auftritt gemeinsam mit Ne-Yo und anderen Musikern beim Summertime Ball in London vor fast 80000 Zuschauern, bei dem er neben einigen alten Songs seinen aktuellen Titel Time of Our Lives präsentierte. Am 8. Juni 2015 veröffentlichte Pitbull das zusammen mit Mohombi und Wisin aufgenommene Lied Baddest Girl In Town als Single. Der Song ist die vierte Vorab-Single seines neunten Studioalbums Dale, das am 17. Juli 2015 erschien. Auf diesem sind Lieder mit Künstlern wie Farukko, Yandel, Ricky Martin, El Micha zu hören. Zudem ist er auf den Tracks Mr. Put It Down mit Ricky Martin, That’s How I’m Feelin mit Ciara und Missy Elliott, Back It Up mit Prince Royce und Jennifer Lopez zu hören. Am 26. Juli trat er gemeinsam mit Kanye West auf der Abschluss-Zeremonie der Panamerikanischen Spiele 2015 in Toronto auf.
Anschließend veröffentlichte er das Video zu seinem Lied Baddest Girl in Town mit Mohombi und Wisin. Außerdem wirkte er an den Songs SummerThing von Afrojack und Never Let You Go von Farukko mit.
Im Oktober 2015 hatte er einen Gastauftritt in der international erfolgreichen Fernsehserie Empire und interpretierte dort mit den Empire-Darstellern einen von Ne-Yo und Timbaland geschriebenen Song.

### 2016: Studioalbum Climate Change
Nachdem Ende 2015 die Single Free.K bereits als Promotion-Single veröffentlicht worden war, kündigte Pitbull für das Jahr 2016 sein zehntes Studioalbum Climate Change an. Die erste offizielle Single daraus, Freedom wurde Anfang 2016 veröffentlicht. Das Musikvideo erschien am 11. Februar und wurde von Norwegian Cruise Lines gesponsert und auf dem neusten Schiff ihrer Flotte, das von Pitbull getauft wurde, gedreht.
Am 15. Februar 2016 trat Pitbull zusammen mit Robin Thicke bei den 58. Grammy-Verleihungen auf und präsentierte dort zum ersten Mal die Single Bad Men. Für vier Grammys, unter anderem Bestes Latino-Album für Dale wurde Pitbull auch nominiert.
Er war zudem auf den Singles Ay mi Dios von Yandel und 'El Chacal', dem Spanglish Remix des Kassenschlagers El Taxi von Lil Jon und Get with you von 'Jung Jay Ray' zu hören.
Am 15. Juni 2016 erhielt er einen Star auf dem Walk of Fame in Hollywood, Los Angeles.
Zusammen mit Enrique Iglesias veröffentlichte er den Song Messin Around, mit Flo Rida und Lunchmoney Lewis den Track Greenlight.

### 2019: Libertad 548
Libertad 548 ist Pitbulls elftes Studioalbum. Es wurde am 27. September 2019 veröffentlicht. No Lo Trates, ein Lied des panamaischen Künstlers El General ft. Anaya, hat er zusammen mit der dominikanischen Sängerin Natti Natasha und Daddy Yankee aus Puerto Rico gecovert. Es wurde als Singleauskopplung am 26. April 2019 veröffentlicht; in den USA verkaufte sich die Single über 540.000 Mal und wurde deshalb mit 9 Mal Platin von der RIAA ausgezeichnet.
Zusammen mit Blake Shelton brachte Pitbull am 7. Februar 2020 die Singleauskopplung Get Ready heraus, das sich an das Arbeiterlied Black Betty aus dem Jahre 1977 anlehnt. Das Musikvideo wurde vor dem Seminole Hard Rock Hotel in Hollywood, Florida aufgenommen.
Das Album selbst wurde in den USA über 60.000 Mal verkauft und somit von der RIAA mit Platin geehrt.

## Diskografie
Studioalben

| Jahr | Titel Musiklabel                           | Höchstplatzierung, Gesamtwochen, AuszeichnungChartplatzierungen (Jahr, Titel, Musiklabel, Platzierungen, Wochen, Auszeichnungen, Anmerkungen) | Höchstplatzierung, Gesamtwochen, AuszeichnungChartplatzierungen (Jahr, Titel, Musiklabel, Platzierungen, Wochen, Auszeichnungen, Anmerkungen) | Höchstplatzierung, Gesamtwochen, AuszeichnungChartplatzierungen (Jahr, Titel, Musiklabel, Platzierungen, Wochen, Auszeichnungen, Anmerkungen) | Höchstplatzierung, Gesamtwochen, AuszeichnungChartplatzierungen (Jahr, Titel, Musiklabel, Platzierungen, Wochen, Auszeichnungen, Anmerkungen) | Höchstplatzierung, Gesamtwochen, AuszeichnungChartplatzierungen (Jahr, Titel, Musiklabel, Platzierungen, Wochen, Auszeichnungen, Anmerkungen) | Anmerkungen                                                                 |
| Jahr | Titel Musiklabel                           | DE | AT | CH | UK | US | Anmerkungen                                                                 |
| ---- | ------------------------------------------ | --- | --- | --- | --- | --- | --------------------------------------------------------------------------- |
| 2004 | M.I.A.M.I. TVT Records (TVT)               | — | — | — | — | US14 Gold · (40 Wo.)US | Erstveröffentlichung: 24. August 2004 Verkäufe: + 500.000                   |
| 2006 | El Mariel TVT Records (TVT)                | — | — | — | — | US17 (10 Wo.)US | Erstveröffentlichung: 30. Oktober 2006 Verkäufe: + 214.000                  |
| 2007 | The Boatlift TVT Records (TVT)             | DE96 (2 Wo.)DE | AT42 (3 Wo.)AT | CH23 (8 Wo.)CH | — | US50 (6 Wo.)US | Erstveröffentlichung: 27. November 2007                                     |
| 2009 | Rebelution Polo Grounds / J Records (Sony) | DE34 (6 Wo.)DE | AT20 (8 Wo.)AT | CH8 (19 Wo.)CH | — | US8 Gold · (11 Wo.)US | Erstveröffentlichung: 28. August 2009 Verkäufe: + 587.500                   |
| 2010 | Armando Mr. 305 (Sony)                     | — | — | — | — | US65 Gold · (2 Wo.)US | Erstveröffentlichung: 31. August 2010 Verkäufe: + 500.000; Spanisches Album |
| 2011 | Planet Pit J Records (Sony)                | DE6 Platin · (32 Wo.)DE | AT3 Gold · (38 Wo.)AT | CH2 Gold · (63 Wo.)CH | UK11 Platin · (18 Wo.)UK | US7 ×2Doppelplatin · (63 Wo.)US | Erstveröffentlichung: 17. Juni 2011 Verkäufe: + 3.276.000                   |
| 2012 | Global Warming RCA Records (Sony)          | DE21 Gold · (4 Wo.)DE | AT12 (16 Wo.)AT | CH15 (14 Wo.)CH | UK— GoldUK | US14 ×2Doppelplatin · (45 Wo.)US | Erstveröffentlichung: 16. November 2012 Verkäufe: + 2.490.000               |
| 2014 | Globalization RCA Records (Sony)           | — | — | CH34 (2 Wo.)CH | — | US18 Platin · (43 Wo.)US | Erstveröffentlichung: 21. November 2014 Verkäufe: + 1.085.000               |
| 2015 | Dale Mr. 305 (Sony)                        | — | — | CH71 (2 Wo.)CH | — | US97 (1 Wo.)US | Erstveröffentlichung: 17. Juli 2015 Verkäufe: + 30.000                      |
| 2017 | Climate Change RCA Records (Sony)          | — | — | CH69 (1 Wo.)CH | — | US29 (2 Wo.)US | Erstveröffentlichung: 17. März 2017 Verkäufe: + 7.500                       |
| 2019 | Libertad 548 Mr. 305 (The Orchard)         | — | — | — | — | US— ×2Doppelplatin (Latin)US | Erstveröffentlichung: 27. September 2019 Verkäufe: + 120.000                |
| 2023 | Trackhouse Mr. 305 (The Orchard)           | — | — | — | — | — | Erstveröffentlichung: 6. Oktober 2023                                       |

## Belege
1. ↑  Artikel über seinen Werdegang
2. 1 2 3 4 5  Artikel. In: Washington Post
3. 1 2  Bericht über seinen Durchbruch
4. 1 2  Biografie auf Allmusic
5. ↑  Pitbull, Relentess Rhymes (Memento vom 26. Januar 2010 im Internet Archive)
6. ↑  Artikel auf MTV
7. 1 2 3  Interview auf hitquarters.com
8. ↑  Bericht über seine ersten Erfolge auf Tourneen
9. ↑  MTV berichtet über den „Labelkampf“
10. ↑  weiterer Verlauf des Kampfes
11. ↑  Neuigkeiten auf MTV
12. ↑  MTV berichtet
13. ↑  Artikel über das Label
14. ↑  P.Diddy to launch "Bad Boy Latino" (Memento vom 11. Juli 2011 im Internet Archive)
15. ↑  Durch seine Mitwirkung an Gasolina (DJ Buddha Remix) von Daddy Yankee mit Lil Jon und N.O.R.E erreichte Pitbull erstmals internationale Aufmerksamkeit Interview auf latinrapper.com
16. ↑  Pitbull speaks about Bad Boy Latino. In: badboyforever.com. Abgerufen am 26. Februar 2024 (englisch).
17. ↑  artikel auf Billboard
18. ↑  Spanish Version of 'Star-Spangled Banner' Draws Protests (Memento vom 2. November 2012 im Internet Archive)
19. ↑  Vorstellung seines neuen Album auf MTV
20. ↑  News von MTV
21. ↑  Interview über The Boatlift
22. ↑  Rapper Pitbull’s New TV Show ‘Pitbull’s La Esquina’ (Memento vom 8. November 2007 im Internet Archive)
23. ↑  Artikel in der Washingtonpost
24. ↑  Bekanntgabe von YouTube, 16. Dezember 2009.
25. ↑  CONGRATULATIONS! PITBULL Nominated for a Billboard Music Award (Memento vom 15. April 2011 im Internet Archive)
26. ↑  Fans empört über Kodak-Werbung in Give Me Everything
27. ↑  Amazon.de.
28. ↑  https://www.vip.de/vips/pitbull-t10622.html gefunden bei vip.de, abgerufen am 18. Oktober 2019
29. ↑  PITBULL TO RELEASE DELUXE EDITION OF MASSIVE HIT ALBUM GLOBAL WARMING ENTITLED GLOBAL WARMING: MELTDOWN FEATURING 5 BRAND NEW TRACKS AVAILABLE NOVEMBER 25TH (Memento vom 29. Oktober 2013 im Internet Archive)
30. ↑  Chartplatzierungen Timber
31. ↑  Artikel über den WM-Song
32. ↑  itunes.apple.com
33. 1 2  billboard.com
34. ↑  guardianlv.com
35. ↑  Listen: Pitbull releases new album 'Libertad 548' - UPI.com, auf upi.com, vom 27. September 2019. Abgerufen am 18. Februar 2021
36. ↑  No Lo Trates - Single by Pitbull, Daddy Yankee & Natti Natasha on Apple Music, auf music.apple.com. Abgerufen am 18. Februar 2021
37. ↑  Gold & Platinum - RIAA, auf riaa.com. Abgerufen am 18. Februar 2021
38. ↑  Gold & Platinum - RIAA, auf riaa.com. Abgerufen am 18. Februar 2021

| Personendaten    | Personendaten                              |
| ---------------- | ------------------------------------------ |
| NAME             | Pitbull                                    |
| ALTERNATIVNAMEN  | Pérez, Armando Christian (wirklicher Name) |
| KURZBESCHREIBUNG | US-amerikanischer Rapper                   |
| GEBURTSDATUM     | 15. Januar 1981                            |
| GEBURTSORT       | Miami, Florida, Vereinigte Staaten         |